# Parvoscincus arvindiesmosi
Parvoscincus arvindiesmosi — вид сцинкоподібних ящірок родини сцинкових (Scincidae). Ендемік Філіппін.

## Поширення і екологія
Parvoscincus arvindiesmosi відомі з двох місцевостей на острові Лусон, одна з яких розташована на горі Банахао, на висоті 600 м над рівнем моря, а друга — на горі Лабо, на висоті 212 м над рівнем моря. Вони живуть у вологих тропічних лісах, серед опалого листя і повалених дерев, на берегах струмків.